# فرانچسکو راپیساردا
فرانچسکو راپیساردا (انگلیسی: Francesco Rapisarda؛ زادهٔ ۴ ژوئن ۱۹۹۲) بازیکن فوتبال اهل ایتالیا است.
از باشگاه‌هایی که در آن بازی کرده‌است می‌توان به باشگاه فوتبال کوزنتسا کالچو اشاره کرد.